# De re rustica (Columella)

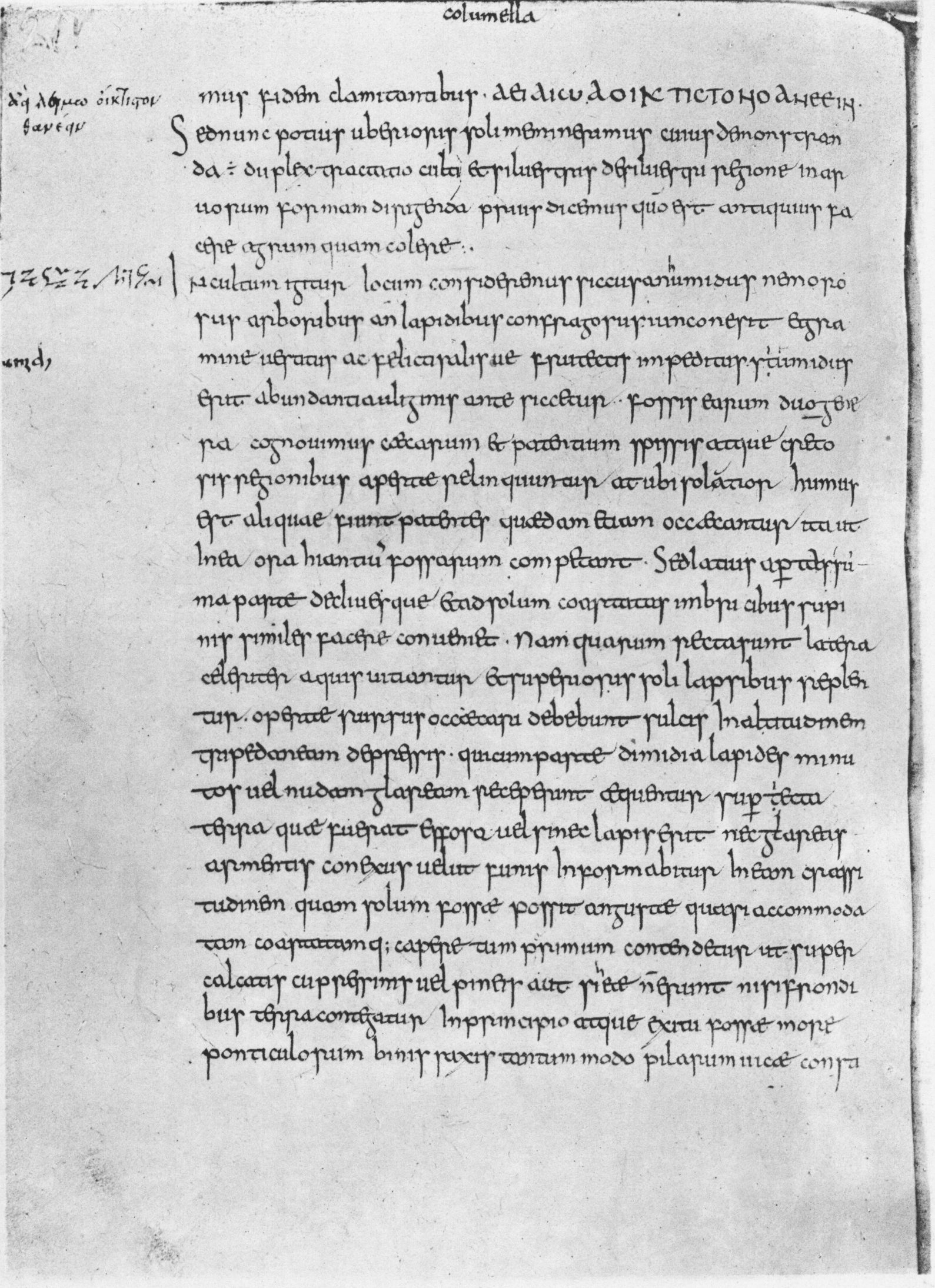
De re rustica in der Handschrift Mailand, Biblioteca Ambrosiana, L 85 sup., fol. 21v (frühes 9. Jahrhundert)

De re rustica (vollständiger Titel: De re rustica libri duodecim „Zwölf Bücher über die Landwirtschaft“) ist ein umfangreicher lateinischer Ratgeber für die Führung eines landwirtschaftlichen Betriebes. Er umfasst 13 Bände und stammt von Lucius Iunius Moderatus Columella, der wahrscheinlich in der ersten Hälfte des 1. Jahrhunderts n. Chr. lebte.

## Gegenstand
Seit Cato dem Älteren und Varro hat der römische Gutsbetrieb an Umfang erheblich zugenommen. Columella ist ein hauptsächlich agrarisch orientierter Schriftsteller und rechnet für den landwirtschaftlichen Großbetrieb. Hierbei stützt er seine Untersuchungen auf seine eigenen Erfahrungen als Landwirt. Daneben zitiert er auch andere Agrarschriftsteller – unter anderem Cato und Varro – und zeigt deren tatsächliche oder vermeintliche Fehler auf. Columellas Fachgebiet ist der Weinbau; in Belangen die Viehzucht betreffend beruft er sich auf ältere Autoren, nicht aber auf eigene Erfahrungen. Hauptsächlich schreibt Columella für italische Betriebe, berücksichtigt aber auch die physiogeographischen Umstände der Provinzen (Schon Tremellius Scrofa hatte davor gewarnt, Vorschläge auf Italien zu übertragen, die sich auf Provinzen wie Afrika beziehen.). Überall dort, wo Columella nicht explizit weiter entfernte Gebiete mit einbezieht, beschränkt er sich auf die italische Landwirtschaft.
Das Werk ist als Enzyklopädie konzipiert – es will keinen Wissensbereich auslassen. Aber auch wenn landwirtschaftliche Betriebe zu keiner Zeit reine Monokulturen waren, dominierte immer eine bestimmte landwirtschaftliche Produktion. Bei Cato war das der Wein- und Olivenbau, und auch bei Columella wird er als Grundlage der italischen Wirtschaft beschrieben. Dabei erscheint Columella ein leicht von der Stadt aus zu erreichendes suburbanum praedium als Idealtypus eines landwirtschaftlichen Gutes.

## Ackerbau im Italien des 1. Jahrhunderts n. Chr.
Im Italien des 1. Jahrhunderts n. Chr. setzte sich allmählich die landwirtschaftliche Form der Latifundien flächenübergreifend durch. Doch die Entwicklung war ein langsamer Prozess und beginnt schrittweise mit der „Entwurzelung des Bauern“ nach dem Zweiten Punischen Krieg. Seit dem späten 3. Jahrhundert entstanden ritterliche und senatorische Großbetriebe, die in der älteren Forschung häufig als neue Wirtschaftsform der Latifundien bezeichnet werden, was jedoch nicht korrekt ist: Zwar wurden die Bauern nach dem 2. Punischen Krieg größtenteils enteignet, da sie gezwungenermaßen ihr Land an die Grundbesitzaristokratie verkaufen, sich verschulden oder ein schuldknechtschaftliches Verhältnis zu den Großgrundbesitzern eingehen mussten, um ihre Existenz zu bewahren. Der bäuerliche Kleinbesitz wurde so zu weiten Flächen der Großgrundbesitzer zusammengefügt.
Aber Latifundienbesitz bedeutete noch lange nicht Latifundienwirtschaft: Die Versorgung einer Wirtschaftsfläche von mehr als 500 iugera (Größe der Latifundien) von einem einzigen Zentralpunkt, der Villa, aus zu gewährleisten, vermochten die Römer noch nicht. Zumindest ist dies für die Zeit Catos (2. Jh. v. Chr.) unwahrscheinlich. Bei Varro (1. Jh. v. Chr.) setzte sich die Vorstellung einer flächendeckenden Bewirtschaftung auch zunächst teilweise, auf entlegenen Gütern in den Provinzen, durch – der Klein- bzw. Mittelbetrieb blieb auch hier die Normalform, obgleich die coloni (vgl. Kolonat (Geschichte)) zu dieser Zeit als neue Form der „Werkverdingung“ auftreten.
Dass es Latifundienbesitz zu Beginn der klassischen Republik in Italien bereits gegeben hat, ist nicht zu bestreiten; hierbei kann aber nicht von einer geschlossenen Gesamtfläche von mehr als 500 iugera ausgegangen werden. Es ist vielmehr damit zu rechnen, dass sich einzelne Parzellen über ein weites Gebiet verstreuten und lediglich rein rechnerisch eine Gesamtfläche von mehr als 500 iugera ergaben.
Infolge vernachlässigter Bewirtschaftung und durch den Mangel an Pflege, begann sich allmähliche Versumpfung abzuzeichnen. Eklatante Ausmaße erhielt die Landverödung bereits in der frühen Kaiserzeit, so zur Zeit Neros (54–68 n. Chr.), als zum Beispiel sechs Männer die Provinz Africa besaßen. Columella gibt uns in seinem Werk selbst einen Hinweis auf den Zustand des landwirtschaftlichen Großbetriebs zu seiner Zeit, indem er sagt, dass ihm die ungeheuren Latifundien, die von ihren Besitzern teils der Verödung preisgegeben, teils von armen Kleinpächtern notdürftig bewirtschaftet wurden, ein Gräuel sind. Die Vorstellung von Latifundien als riesige Plantagen (sprich Anbau von Monokulturen) mit Hunderten und Tausenden von Sklaven sind zwar weit verbreitet, aber sicherlich falsch. Auf den Latifundien herrschte entweder extensive Weidewirtschaft vor, bei der Sklaven als Hirten eingesetzt wurden, dafür aber deren Gesamtzahl nicht zu hoch war. Oder aber die großen Güter wurden, wie oben bereits angedeutet, parzelliert und an freie Kleinpächter übergeben. Diese Kleinpächter waren zwar persönlich frei, d. h. sie unterstanden nicht der vitae necisque potestas des pater familias und damit auch nicht der patria potestas, doch blieben sie an das gepachtete Land gebunden und waren somit Hörige. Brockmeyer (Arbeitsorganisation und ökonomisches Denken in der Gutswirtschaft des römischen Reiches (1968), S. 80.) will schon bei den „Verpachtungen“ Catos eine Frühform des Kolonats erkennen. Jedoch meinte Cato mit den Verpachtungen lediglich die Werkverdingung in Form von Arbeitsmiete, namentlich die durch den politor vorgenommenen Arbeiten zur Bestellung von Getreidefeldern, auf denen auch Baumwirtschaft betrieben wurde sowie die Bewirtschaftung der Weinfelder durch den sogenannten partiarius. Beide konnten entweder freie Tagelöhner darstellen, die ausschließlich die Funktion von Erntehelfern hatten oder – und in diesen Termini bleibt Cato ungenau – kleine Unternehmer, die beauftragt wurden, mit einer bestimmten Zahl von Arbeitern bei der Ernte zu helfen oder die Ernte ganz in Angriff zu nehmen.

## Bodennutzung bei Columella
Die Grundzüge der Bodennutzung unterschieden sich – wie oben bereits angedeutet – nicht wesentlich von denen Catos und Varros. In Italien, sagt Columella, ist der Boden mit Baumweingärten und Olivenwaldungen bepflanzt. Viehzucht ist bei Columella – ebenso wie bei Cato und Varro – vom Ackerbau getrennt; dennoch bildet – der Düngung wegen und zudem ein wichtiger Arbeitsbereich bei Columella – Viehzucht auf den Villen (selbstverständlich in kleinem Stil) einen nicht zu unterschätzenden Anteil. Um eine adäquate Düngung zu erreichen, empfiehlt sich der Anbau von Hülsenfrüchten.

## Größe des Gutsbetriebs
Columella beruft sich in seinen Ausführungen eindeutig auf den landwirtschaftlichen Großbetrieb. Die bisherigen Größenangaben von Musterwirtschaften, bei Cato 240 iugera für Oliven- und 100 iugera für Weinanbau (bei Varro fehlt eine genaue Vorstellung) gelten hier nicht mehr. In der älteren Forschung wurde davon ausgegangen, dass Varro als Besitzer mehrerer landwirtschaftlicher Güter für Großgrundbesitzer schreibt, jedoch kann dies nicht genau belegt werden. Sein Werk ist deshalb als Quelle für die Agrargeschichte des 1. Jahrhunderts v. Chr. mit Vorsicht zu genießen. Eine Bestimmung der ungefähren geophysischen Größe, nach dessen Vorstellung Columella schreibt, ist nicht ganz einfach. Er selbst gibt an, dass für die Bebauung einer Ackerfläche von 200 iugera zwei Paar Zugochsen, zwei Ochsentreiber und sechs Ackerknechte erforderlich sind; befinden sich darüber hinaus auch noch Baumpflanzungen auf dem Gute, kommen nochmal drei Arbeiter hinzu. Diesen Hinweis jedoch entlehnt er von Saserna, weshalb davon ausgegangen werden muss, dass er Flächen dieser Größe nicht als tatsächliches Maß eines Guts, sondern lediglich als Recheneinheit für die Verwendung von Arbeitern pro 200 iugera verwendet. Columella kalkuliert weitaus höher. Wie hoch, lässt sich anhand folgender Rechnung zeigen. Nehmen wir zum Vergleich wieder Cato hinzu, schauen uns aber vorher kurz die personale Bestückung bei Columella an: die Sklaven werden in classes von je 10 Arbeitern, sog. decuriae eingeteilt mit ihren Aufsehern (monitores) und Vorstehern (magistri operum). Dazu kommt das Arbeitszuchthaus (ergastulum) für die Gefesselten mit den Aufsehern, den ergastularii. Insgesamt ist davon auszugehen, dass 30 Mann, also drei Decurien, zum Einsatz kamen. Cato rechnet nun für 240 iugera Ölbau 13 Sklaven – 1 Verwalter (vilicus), seine Frau (vilica), 5 gewöhnliche Knechte (operarii), 3 Ochsentreiber (bubulci), 1 Eseltreiber (asinarius), 1 Schweinehirt (subulcus) und 1 Schafhirt (opilio). Für 100 iugera Weinbau veranschlagt er 16 Sklaven – 1 vilicus, die vilica, 10 operarii, 1 bubulcus, 1 salictarius (für das Anbinden der Rebstöcke), 1 asinarius und 1 bubulcus. Vergleicht man die Zahlen, ergibt sich bei Columella rein rechnerisch für das olivetum eine Größe von über 500 iugera, für die vinea müssen demnach knapp 200 iugera veranschlagt worden sein. Doch es lässt sich bei Columella noch weiter rechnen, denn auch wenn er uns den Größenwert seines olivetums bzw. der vinea nicht expressis verbis mitteilt, wird sich in weiterer Konsequenz herausstellen, dass 500 iugera auch noch nicht mal ausreichen, um die Größe eines Gutsbetriebs nach den Vorstellungen Columellas zu bestimmen. Das Objekt der Betrachtung sind die Wirtschaftsgebäude, von denen sich auf der vinea und auf dem olivetum jeweils eins befindet. Das auf der vinea wird cella vinea, das auf dem olivetum cella olearia genannt. Bei Columella befinden sich in der cella olearia nun 3 Reihen fictila labra (tönerne Gießbecken), in jeder dieser Reihen stehen 30 solcher fictila labra, macht insgesamt 90 labra in der cella. Zum Vergleich auch hier wieder Cato: Bei Cato umfasst eine die cella olearia nur 12 labra (Reihenangaben finden sich bei Cato nicht). Rechnen wir nun hoch (davon ausgegangen, dass sich die Zahl der labra zur Größe des Gutsbetriebes in Relation setzen lässt), erhalten wir bei Columella eine 7× größere Fläche für das olivetum als bei Cato. Betrug der Gutsbetrieb unter dem Gesichtspunkt der Arbeitsorganisation auf jeden Fall schon mal über 500 iugera (Schlüsselwert beim Übergang zu Latifundien), so erhalten wir für das olivetum nun über 1500 iugera Grundfläche. Für die Bestimmung der Größe der vinea finden sich leider keine solcher Vergleichsmomente. Schauen wir uns in einem nächsten Kapitel an, wie sich die Größe des Gutsbetriebes bei Columella von rechtlicher Seite aus perspektivieren lässt. Dazu ist ein Blick auf verschiedene Gesetzesverordnungen unumgänglich.

## Gesetzesvorschriften zur Bebauung von Ackerland
Schon in der Frühzeit der Republik, genauer gesagt noch vor der lex Hortensia 287 v. Chr., die den Ausgleich zwischen Patriziern und Plebs zum Ziel hatte, stellte sich die Frage nach der Nutzung des ager publicus. Vorgesehen war ursprünglich, dass die Benutzung mit der Einrichtung einer geringen Gebühr, der sog. vectigal, allen Bürgern offenstand. Die Patrizier okkupierten aufgrund ihres Einflusses häufig und im Zuge der Geldwirtschaft (Einführung des Denars nach der älteren Forschung zu urteilen 268 v. Chr., die neuere sieht die Einführung des Denars zusammen mit dem Quinar und dem Sesterz für die Zeit zwischen 213 und 211 v. Chr.) deutlich im Übermaß. Dies brachte keine Probleme mit sich, solange genügend Ackerland für alle zur Verfügung stand. Es wurde allerdings zu einem großen Problem, als die Verteilung von ager publicus zum Privileg der Patrizier wurde. Im Ständekampf (etwa 500–300 v. Chr.) spielte der Anspruch der plebs auf Gemeindeland daher eine große Rolle. Ein frühes Ackergesetz, durch das die plebs Anteil am Gemeindeland erhielt, sorgte zwar für einen juristischen Ausgleich; da die vectigalia aber am ehesten von den Patriziern entrichtet werden konnten, blieben die finanziellen Möglichkeiten für die nächsten Jahrhunderte die maßgeblichen Richtwerte für die Verteilung von ager publicus. Einer übermäßigen Okkupation sollte schon früh durch ein entsprechendes Gesetz vorgebeugt werden, mit dem eine Obergrenze für die Okkupation von Parzellen auf 500 iugera festgelegt wurde. Die ältere Forschung bestand darauf, dass diese Gesetzesvorschrift in den leges Liciniae Sexiae von 367 v. Chr. enthalten war. Die Forschung stützt sich hierbei auf Gellius’ Noctes Atticae, wo an einer entsprechenden Stelle (Noct. Att. 6, 3, 37) der Hinweis zu finden ist, dass diese Obergrenze zumindest alt ist und mit der Annexion Fidenaes (426 v. Chr.) und Vejis (396 v. Chr.) zusammenhängen muss, durch das der ager publicus nochmals beträchtlich an Umfang gewonnen hat. Die neuere Forschung datiert die Festlegung der Obergrenze allerdings in das 2. Jh. v. Chr. und bringt sie mit der lex de modo agrorum (enthalten in der lex Villia annales) von 180 v. Chr. in Zusammenhang. Doch sei es in unserem Zusammenhang zunächst einmal gleich, ob das Gesetz aus dem 4. oder aus dem 2. Jh. stammt – dass es häufig umgangen wurde, dürfte auf der Hand liegen, zumal die landwirtschaftlichen Großbetriebe, also solche, die den ganz großen Umsatz versprachen (und dazu dürften auch Wirtschaften in der Größe der catonischen Villa zählen), von den senatores besessen wurden (Cato selber war censor). Mit der lex Claudia nave senatorum von 218 v. Chr. versuchte man daher, ihren sozioökonomischen Einfluss einzuschränken, die Kontrolle des ager publicus also in den Griff zu kriegen, indem die wirtschaftliche Kraft der Großgrundbesitzer geschwächt wurde. Es dürfte angesichts eines solchen Gesetzes ersichtlich sein, dass die Festlegung der Obergrenze auf 500 iugera zum einen umgegangen wurde, zum anderen aber wurde schnell klar, dass die fortschreitende Wirtschaftsentwicklung auch aus einem mittleren Gut eine einflussreiche Geldquelle entwickeln konnte, die den Senatoren nur recht kam, da die Besetzung der Ämter des cursus honorum in erster Linie über Solvenz erfolgte (wer kein Geld hatte, konnte innerhalb des cursus auch nur eingeschränkt aufsteigen). Die lex Claudia sah nun vor, die Senatoren vom Groß- und Fernhandel auszuschließen, indem es ihnen untersagte, Schiffe zu besitzen, die mehr als 300 Amphoren aufnehmen konnten. 300 Amphoren bedeuteten lediglich die Rente aus einem mittleren Gut zwischen 300 und 500 iugera. Da sie nun ihre Waren theoretisch nicht vollständig verschiffen konnten, sollte sich für die Senatoren nun auch der Besitz eines mittleren oder größeren Landgutes nicht mehr lohnen. Dass jedoch auch dieses Gesetz umgangen wurde, und zwar durch Mittelsmänner, die verdeckt für die Senatoren die Geschäfte abwickelten, liegt auf der Hand. Es war auch weiterhin im Interesse der Senatoren, ihren Landbesitz so weit wie nur möglich zu vergrößern. Den wohl umfassendsten Versuch, die Agrarfrage zum Vorteil der plebs zu lösen und die Dominanz der reichen Grundbesitzer einzudämmen, stellten die Gracchischen Reformen (vgl. Gracchische Reform) von Tiberius Sempronius Gracchus und seinem Bruder Gaius Sempronius Gracchus dar. Tiberius Gracchus erneuerte das Gesetz mit der Bestimmung einer Obergrenze von 500 iugera 133 v. Chr. durch die lex Sempronia agraria. Hinzu kamen für höchstens 2 Söhne pro Kopf 250 iugera. Außerdem sollte das Land in den Besitz des Einzelnen übergehen und nicht mehr zurückgefordert werden dürfen. Der Rest sollte unter den armen Familien und den latinischen Bundesgenossen aufgeteilt werden (letztere sollten später unter Gaius das römische Bürgerrecht verliehen bekommen). Diese Kleinparzellen sollten 30 iugera betragen (zum Vergleich: Um die Existenz einer 4-köpfigen Familie zu sichern, waren bei mittlerer Bodenqualität 7-10 iugera erforderlich) und gegen eine geringe Grundrente in Erbpacht gegeben werden. Zur Aufteilung des Gemeindelandes wurde eine Kommission einberufen, die sog. 'triumviri agris iudicandis adsignandis', die aus den beiden Gracchen, sowie Tiberius’ Schwiegervater Appius Claudius Pulcher bestand.
Schauen wir uns in einem nächsten Kapitel nun an, wie Columellas Ausführungen hinsichtlich der angesprochenen Gesetzeslage zu werten sind. Bevor wir eine solche Einschätzung vornehmen, ist es aber noch zwingend notwendig, in aller Kürze den Ausgang der Gracchischen Reformen zu schildern (auch wenn hierzu bereits ein trefflicher Artikel existiert) und zu sehen, wie es danach weiterging. Nach dem Tod Tiberius’ übernahm sein 9 Jahre jüngerer Brüder Gaius die Reformpolitik, erneuerte mit der lex agraria die Reformkommission und mobilisierte mit der lex frumentia die plebs zu seinen Gunsten. Seine Agrarreform hatte die Ansiedlung der Bauern in Afrika zum Ziel, doch zu einer Umsetzung der Gesetzesvorschläge sollte es nicht mehr kommen; C. Gracchus wurde 121 nicht wieder für das Volkstribunat gewählt. Dies ist in erheblichem Maße seinem Widersacher, dem von den Optimaten instrumentalisierten Volkstribun Marcus Livius Drusus zu verdanken. Von ihm (und im Gegenzug sicherlich auch von der Reformseite um C. Gracchus) ging pausenlose Agitation und Demagogie aus, und das leichtgläubige Volk konnte sich beeinflussen lassen. Nach dem Tod Gaius’ wurde die Verteilung von ager publicus bis 111 v. Chr. beendet (lex agraria), die vectigalia wurden abgeschafft und das neu verteilte Gemeindeland ging in Privatbesitz über; der Entwöhnung des Bauern, ein eigenes Gut zu bewirtschaften und für dieses verantwortlich zu sein, ist es wohl zuzuschreiben, dass infolgedessen zwar das neu verteilte Staatsland in Privatbesitz und somit teilweise auch in Besitz der Kleinbauern übergehen konnte; besagte Kleinbauern jedoch veräußerten alsbald ihren Besitz an Großgrundbesitzer und begaben sich lieber in ein Pachtverhältnis. Das Kleinbauerntum konnte also durch die Gracchischen Reformen nicht wieder hergestellt werden, vielmehr – und darin liegt die fatale Ambivalenz – kristallisierten sich noch umso stärker Großgrundbesitzer heraus. Zu Beginn der frühen Kaiserzeit – und damit wären wir wieder bei Columella angelangt – befindet sich der gesamte italische ager publicus in Privatbesitz; lediglich in Kampanien hatte der Staat noch Anteile daran. Diese Entwicklung spricht dafür, dass sich coloni, also Kleinpächter und damit das Kolonat erst im 1. Jahrhundert n. Chr. in vollem Maße entwickeln konnte.

## Kleinpächterschaft
Bei Columella finden sich die coloni in ihrer Reinform ausgeprägt; Columella gibt allerdings an, dass die besten coloni die sog. coloni indigenae seien, also die auf dem Gute Geborenen. Häufige Verpachtungen sollten somit nach Möglichkeit vermieden werden. Des Weiteren solle der Landwirt auf fruchtbarem Boden sein Gut selbst mit Sklaven, den sog. domestici, bewirtschaften. Die Verpachtung der Kolonen sei dort anzuraten, wo die Böden unfruchtbar oder sehr weit abgelegen sind, des Weiteren wo Sklavenaufstände befürchtet werden können. Zur Verpachtung sollen außerdem nur Ackerfelder zum Getreidebau angeboten werden, da Weinpflanzungen leicht von den coloni verdorben werden können. Auf Bebauungsgrund, wo die Rendite maßgeblich ist (Wein und Öl), der Eigentümer (dominus) sich aber nicht selbst um die Bewirtschaftung kümmern kann, genügt die Bestellung unter der Obhut seines vilicus.

## Literarische Würdigung
Dieses Werk hat nach dem Urteil von Ludwig Bieler auf dem Gebiet der landwirtschlichen Literatur „die für Jahrhunderte kanonische Form“ gefunden. Manfred Fuhrmann sieht sein Werk als „wertvollste Hinterlassenschaft der römischen Fachschriftstellerei“.

## Ausgaben
- Columella: De l’Agricoltvra. 1559 Libri XII. Trattato de gli Alberi del medesimo, Tradotto nuovanente di Latino in lingua Italiana per Pietro Lauro Modonese, (Venedig, G. Caualcalouo, 1559). (Italienisch)
- Columella: De re rustica. 2 Bände, übers. durch Heinrich Oesterreicher, hrsg. von Karl Löffler. Litterar. Verein in Stuttgart, Tübingen 1914 (Digitalisat).
- Loeb Classical Library: Lucius Junius Moderatus Columella: On agriculture, with a recension of the text and an English translation by Harrison Boyd Ash, E. S. Forster and Edward H. Heffner. (Englisch)
- Columella: Über Landwirtschaft. Ein Lehr- und Handbuch der gesamten Acker- und Viehwirtschaft aus dem 1. Jahrhundert u. Z. Eingeführt von Karl Ahrens. Berlin 1976.
- Columella: Zwölf Bücher über Landwirtschaft. Buch eines Unbekannten über Baumzüchtung. Lateinisch-deutsch. 3 Bd., hrsg. und übers. von Will Richter. Artemis-Verlag, München 1981–1983, mit Namen- und Wortregister in Bd. 3 von Rolf Heine.
- Robert H. Rodgers (Hrsg.): L. Iuni Moderati Columellae Res rustica. Incerti auctoris Liber de arboribus. Clarendon Press, Oxford 2010, ISBN 978-0-19-957119-2 (kritische Edition) (SCBO)